# Kakost bahenní
Kakost bahenní (Geranium palustre) je vytrvalá, fialově kvetoucí, planě rostoucí rostlina, druh rodu kakost, který je v české přírodě původním druhem.

## Rozšíření
Vyskytuje se především ve Střední a Východní Evropě, ve Francii je roztroušeně a na východě sahá souvislé rozšíření až po řeku Volhu. Východně od ní jsou roztroušené výskyty až k Uralu. Jeho hlavní areál rozšíření okrajově zasahuje i na sever Balkánu a Itálie a na jih Skandinávie. Izolované arely se nacházejí v Malé Asii a v oblastech okolo Kavkazu.
V České republice je rozšířen na většině území, méně se ale vyskytuje v západočeské části Šumavy,   jižně od Brna a části středních Čech severně od Prahy.

## Ekologie
Rostlina obvykle roste na vlhkých, podmáčených loukách a bahnitých březích vodních toků a nádrží, ve světlých lužních lesích i vlhkých příkopech. Vyhledává světlá až polostinná stanoviště s trvale vysokou hladinou podzemní vody, upřednostňuje hlinité či písčité půdy které jsou humózní a dobře zásobené minerály. Je to konkurenčně schopná rostlina spolehlivě rostoucí i v zapojeném porostu.

## Popis
Vytrvalá bylina, kvetoucí fialově až růžově, která vyrůstá z tlustého, šikmo nebo vodorovně položeného oddenku. Vystoupavé až přímé lodyhy, vysoké 40 až 80 cm, jsou vidličnatě větvené, mají dlouhá internodia, ztlustlé uzliny a porůstají štětinatými chlupy. Přízemní listy v růžici a spodní vstřícné lodyžní listy s dlouhými řapíky mají pěti až sedmidílně dlanitě dělené čepele s obvejčitými a nepravidelně zubatými úkrojky. Horní lodyžní listy mají řapíky zkrácené a jsou jen troj až pětidílné. Všechny listy jsou většinou světle zelené, porostlé na líci přitisklými a na rubu odstálými chlupy a mají trojúhelníkovité palisty.
Pravidelné, pětičetné, oboupohlavné květy na hustě chlupatých stopkách až 6 cm dlouhých jsou před květem a opět po odkvětu svěšené. Květy vytvářejí dvoukvěté vidlany mající až 15 cm dlouhé stopky a čtyři úzké listence. Zelené kališní lístky s bělavým nebo nachovým lemem bývají eliptické až vejčitě kopinaté, asi 8 mm dlouhé a jsou zakončené na vrcholu až 2,5 mm dlouhou osinou. Purpurově fialové korunní lístky jsou obvejčité, na vrcholu okrouhlé, asi 20 mm dlouhé s pěti až sedmi výraznými tmavšími žilkami. Deset tyčinek s fialovými prašníky vyrůstá ve dvou kruzích, pětidílný semeník je zakončen dlouhou čnělkou s 5 bliznami.
Rostlina vykvétá od června do srpna, opylována je hmyzem slétajícím se za nektarem vylučovaným medovými žlázkami u spodu vnitřních tyčinek. Zobanité plody se po dozrání semen rozpadnou na pět jednosemenných dílků a semena jsou rozmetána do okolí. Ploidie tohoto hemikryptofytu je 2n = 28.

## Možnost záměny
Kakost bahenní je někdy zaměňován s kakostem lesním nebo kakostem lučním. Od těchto dvou druhů se morfologicky odlišuje hlavně tím, že jeho lodyhy jsou porostlé jen krycími chlupy.

## Galerie

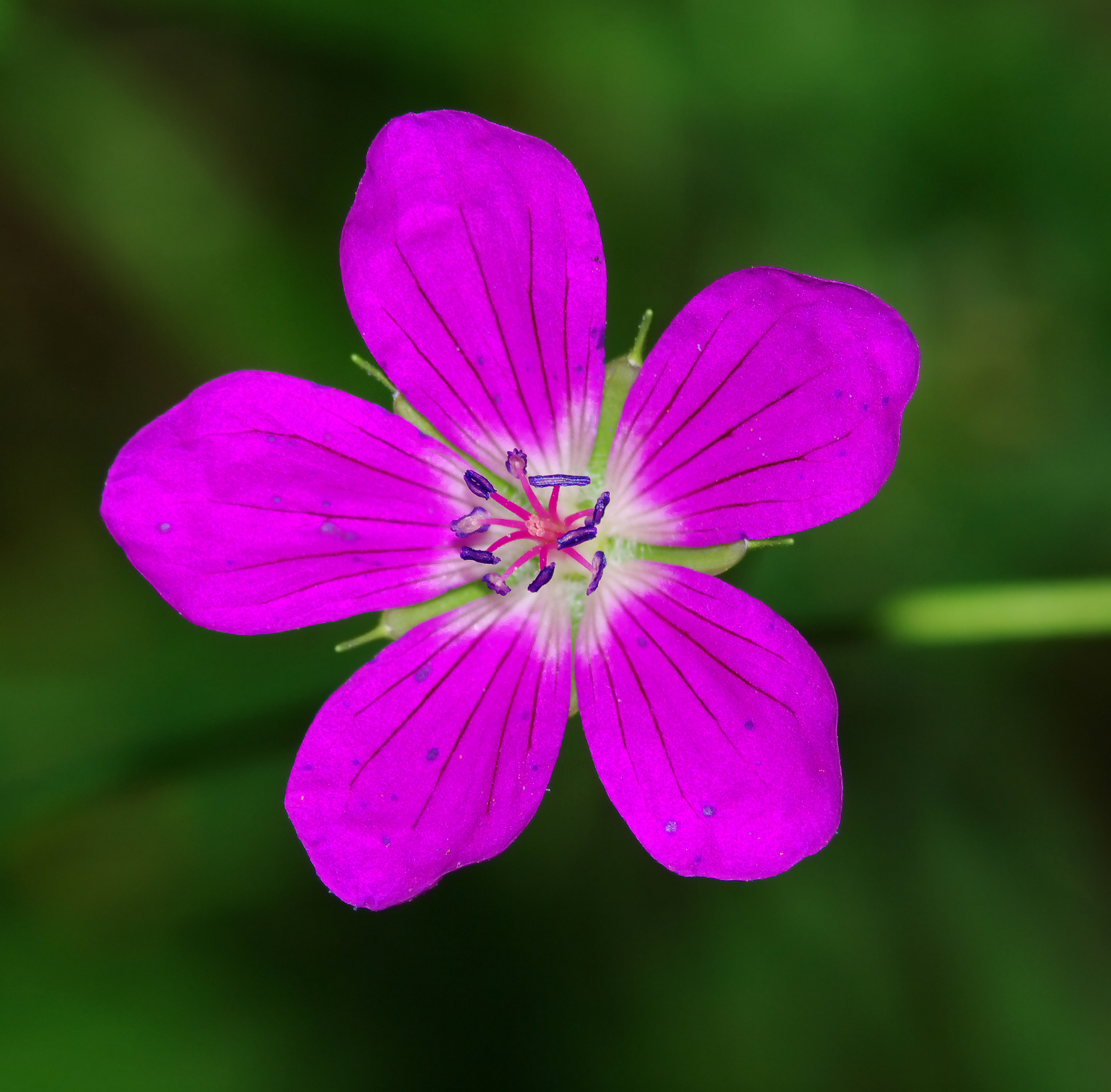
Květ
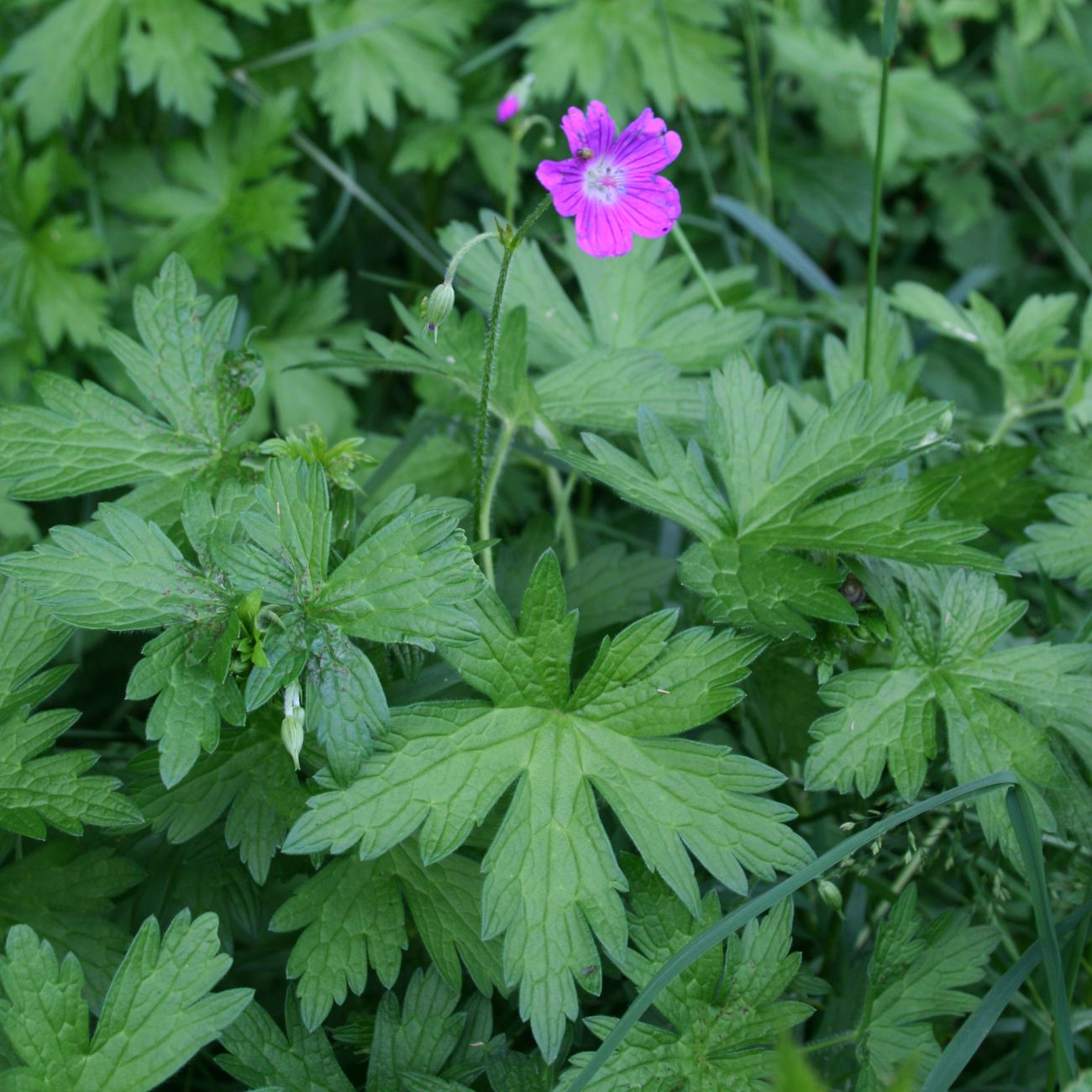
Listy
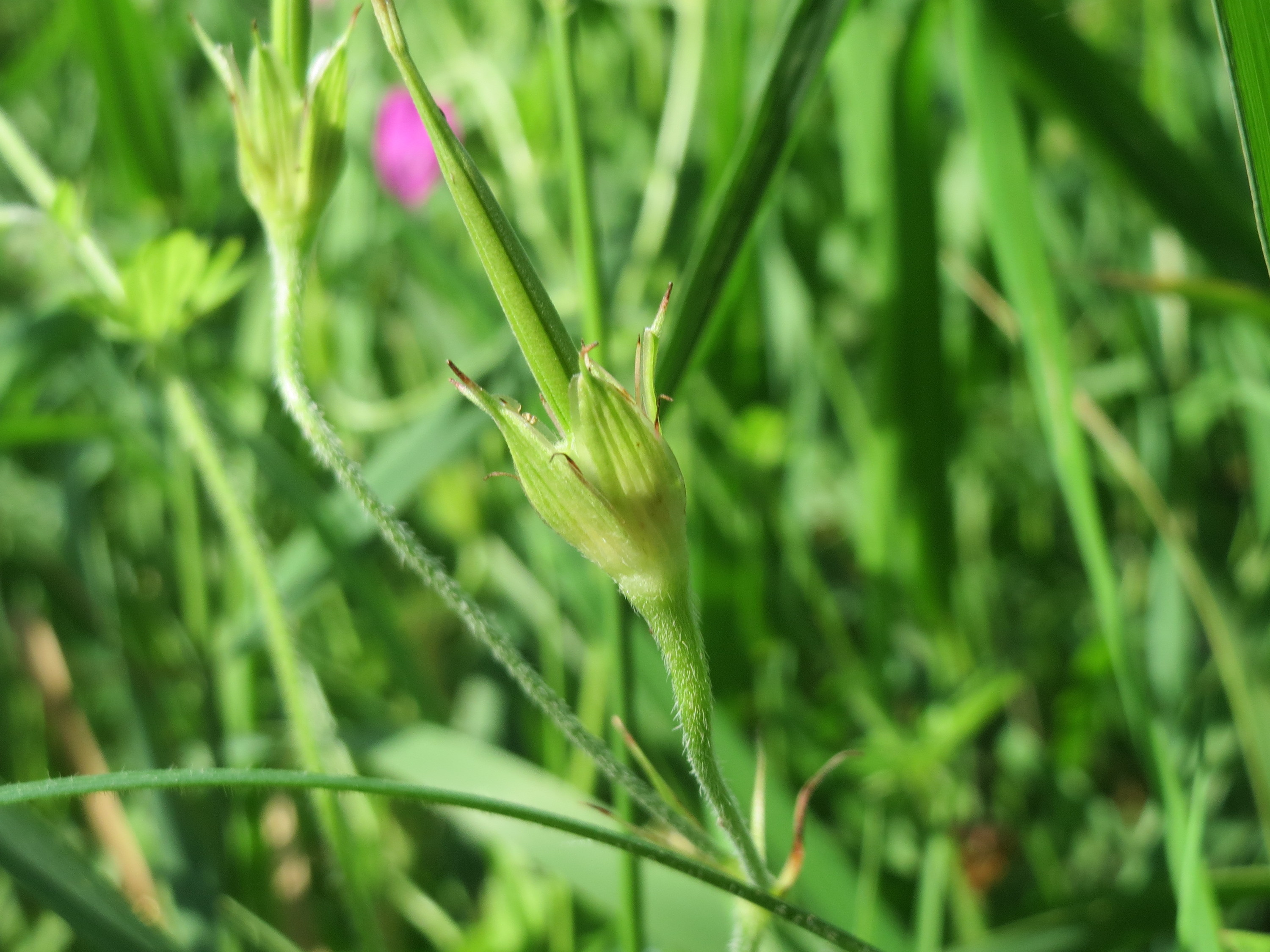
Zrající plod